# 伊東秀紀
伊東 秀紀（いとう ひでき）は、日本の競技ダンサー（社交ダンス・競技ダンスボールルームダンス・スタンダード）。財団法人日本ボールルームダンス連盟東部総局所属。スタンダードB級。

## 概要
岩手大学工学部資源化学科学士課程修了。入学と同時に同大学の舞踏研究会（現：競技ダンス部）に入部し、競技ダンスを始める。4年時に全東北学生チャンピオンになる。その後、卒業と同時に社交ダンスの教師になり、盛岡市にある「かわい社交ダンス教室」に入社、川井昭吾に師事。3年後、東京都品川区の篠田忠ダンスカレッジに移籍。
現在は財団法人日本ボールルームダンス連盟東部総局・スタンダードB級選手として活躍している。